# Guo Xinxin
Guo Xinxin (chiń. 郭心心, ur. 2 sierpnia 1983 w Shenyang) – chińska narciarka, specjalistka narciarstwa dowolnego. Specjalizuje się w skokach akrobatycznych. Zdobyła brązowy medal na igrzyskach olimpijskich w Vancouver. Olimpijski start w Kanadzie był jej trzecim na igrzyskach. Na igrzyskach w Salt Lake City była 19, a cztery lata  później, na igrzyskach w Turynie, zajęła 6. miejsce. Ponadto zdobyła też brązowy medal podczas mistrzostw świata w Ruce. Najlepsze wyniki w Pucharze Świata osiągnęła w sezonie 2009/2010, kiedy to zajęła 4. miejsce w klasyfikacji generalnej, a w klasyfikacji skoków akrobatycznych była druga.

## Osiągnięcia

### Igrzyska olimpijskie
| Miejsce | Dzień     | Rok  | Miejscowość    | Konkurencja        | Zwycięzca     |
| ------- | --------- | ---- | -------------- | ------------------ | ------------- |
| 19.     | 18 lutego | 2002 | Salt Lake City | Skoki akrobatyczne | Alisa Camplin |
| 6.      | 22 lutego | 2006 | Turyn          | Skoki akrobatyczne | Evelyne Leu   |
| 3.      | 24 lutego | 2010 | Vancouver      | Skoki akrobatyczne | Lydia Lassila |

### Mistrzostwa świata
| Miejsce | Dzień    | Rok  | Miejscowość          | Konkurencja        | Zwycięzca     |
| ------- | -------- | ---- | -------------------- | ------------------ | ------------- |
| 5.      | 1 lutego | 2003 | Deer Valley          | Skoki akrobatyczne | Alisa Camplin |
| 3.      | 18 marca | 2005 | Ruka                 | Skoki akrobatyczne | Li Nina       |
| 8.      | 10 marca | 2007 | Madonna di Campiglio | Skoki akrobatyczne | Li Nina       |
| 10.     | 4 marca  | 2009 | Inawashiro           | Skoki akrobatyczne | Li Nina       |

### Puchar Świata

#### Miejsca w klasyfikacji generalnej
- sezon 1999/2000: 48.
- sezon 2000/2001: 33.
- sezon 2001/2002: 47.
- sezon 2002/2003: 28.
- sezon 2003/2004: 41.
- sezon 2004/2005: 11.
- sezon 2005/2006: 27.
- sezon 2006/2007: 9.
- sezon 2007/2008: 25.
- sezon 2008/2009: 24.
- sezon 2009/2010: 4.

#### Miejsca na podium
1. Shenyang – 5 lutego 2005 (Skoki akrobatyczne) – 1. miejsce
2. Sauze d’Oulx – 19 lutego 2005 (Skoki akrobatyczne) – 3. miejsce
3. Deer Valley – 14 stycznia 2006 (Skoki akrobatyczne) – 1. miejsce
4. Deer Valley – 12 stycznia 2007 (Skoki akrobatyczne) – 3. miejsce
5. Lianhua – 21 grudnia 2007 (Skoki akrobatyczne) – 3. miejsce
6. Lake Placid – 19 stycznia 2008 (Skoki akrobatyczne) – 2. miejsce
7. Deer Valley – 30 stycznia 2009 (Skoki akrobatyczne) – 2. miejsce
8. Changchun – 19 grudnia 2009 (Skoki akrobatyczne) – 1. miejsce
9. Changchun – 20 grudnia 2009 (Skoki akrobatyczne) – 2. miejsce
10. Calgary – 10 stycznia 2010 (Skoki akrobatyczne) – 3. miejsce

- W sumie 3 zwycięstwa, 3 drugie i 4 trzecie miejsca.